# Клушин Олександр Афанасійович
Клушин Олександр Афанасійович (30 серпня 1852, Брест-Литовський  — 25 серпня 1904, Царське село) — революціонер-народник, ветеринар. Був учасником «гуртка Ореста Габеля», один із фігурантів «справи Кавського». Пізніше працював ветеринаром і став одним з засновників російського м'ясознавства.

## Біографія
Олександр Клушин походив з дворянського роду Клушиних. Народився 30 серпня 1852 року у Брест-Литовському. Навчався на ветеринарному відділенні Імператорської медико-хірургічної академії, де познайомився з Дмитром Маміним. Входив до народницького гуртка Ореста Габеля, члени якого готували втечу Сергія Ковалика та Порфирія Войнаральського з Будинку попереднього ув'язнення. 15 серпня 1876 він разом з Надією Бантле та Августиною Сінькевич очистили квартиру нещодавно заарештованої Євгенії Бартошевич від компрометуючих матеріалів. У той же день Клушина було обшукано, а через два дні заарештовано. 25 вересня він був посаджений до Петропавлівської фортеці. Притягувався до дізнання по справі Ореста Габеля за звинуваченням в організації зносин з ув'язненими Будинку попереднього ув'язнення для їх звільнення. Справа Клушина була закінчена в адміністративному порядку за найвищим велінням від 2 жовтня 1877. Був відпущений на волю 1 листопада того ж року, з встановленням за ним гласного нагляду поліції.
16 квітня 1878 Клушин разом зі студентом-медиком Олександром Тукмачовим втрутився у розпорядження пристава першої ділянки Петербурзької частини і тим самим завдав образу дією. Ця справа повинна була розглядатися в окружному суді. У січні наступного року підозрювався у пропаганді серед робітників палітурної майстерні. Ця майстерня була організована студентом Морозовим і в ній збиралися студенти та спілкувалися з робітниками. Також представники цього гуртка збиралися у якогось Левитського у селі Ємільянівці. Можливо, у зв'язку з діяльністю цього гуртка, Клушина було ув'язнено.
У липні того ж року, разом з Іваном Кавським та кількома іншими народниками, організував підпільну літографію. Планувалося на ній друкувати прокламацію «Братці-товариші», яку написав Кавський для пропаганди робітників. Літографський верстат знаходився у Кавського, який мешкав на квартирі палітурника Штейна. Останній був одним з ініціаторів купівлі верстату. Водночас Штейн був агентом «охранки» і написав донос на спільників. Обшук на квартирі Штейна відбувся 16 вересня, тоді ж Клушина було заарештовано, а 21 вересня він був притягнутий до дізнання. Утримувався під вартою з 17 вересня до 24 жовтня 1879 року. Справа Клушина була закрита в адміністративному порядку із забороною перебувати у столицях за високим повелінням від 30 квітня 1880 року.
У 1879 році закінчив Імператорську медико-хірургічну академію зі званням ветеринара. Працював земським ветеринарним лікарем в Устюженському повіті Новгородської губернії у 1881 році. Пізніше працював та мешкав у Царському селі, разом з лікарем Сергеєвим А. Г. завідував мікроскопічною станцією при місцевій скотобійні. На станції перевіряли свиней на трихінели, фінни та інші інвазивні хвороби. У 1897 році отримав цивільний чин надвірного радника. Наступного року став ветеринарним лікарем Санкт-Петербурзького губернського земства.
Помер 25 квітня 1904 року, після смерті його родині міська управа Санкт-Петербурга призначила одноразову допомогу. Похований на Казанському кладовищі Царського села. Через два місяці після смерті Клушина, про нього згадував, у листі, його товариш Дмитро Мамін-Сибіряк:

Завтра іменини, і сумно думати, що не буде Миколи Костянтиновича та Олександра Афанасійовича. Давно вже немає Олександри Аркадійовни…
Оригінальний текст (рос.)
Завтра именины, и грустно думать, что не будет Николая Константиновича и Александра Афанасьевича. Давно уже нет Александры Аркадьевны...

## Родина
Був одружений з Ольгою Олександрівною Клушиною, яка працювала лікарем у Маріїнській Царськосільській жіночій гімназії. Подружжя мало двох дітей:
- Лідія (1882 — після 1904) — випускниця Вищих Бестужевських курсів.
- Олександр (11 травня 1886 — після 1917) — навчався в Імператорській Миколаївський Царськосільській гімназії. Брав участь у виданні гімназичного журналу «Горизонт», де публікував свої перші вірші Микола Гумільов[1].

Також у Царському селі жила сестра Клушина — Софія Афанасіївна.

## Науковий доробок
Олександр Клушин визнається одним з фундаторів російського м'ясознавства, з якого утворилася сучасна прикладна наука — ветеринарно-санітарна експертиза. Його праці про привозне м'ясо мають історичне значення, тому науковцям дорікають у разі відсутності згадки про Клушина в нарисах з історії ветеринарно-санітарної експертизи. Так у 1952 році, Леонід Крапівнер у своїй рецензії на п'яте видання учбового посібника Валеріана Вольферца «Ветеринарно-санитарная экспертиза», серед іншого, дорікав і на відсутність згадки про Клушина. Через вісім років, вже Крапівнеру, як автору першого розділа «Руководства по ветеринарно-санитарной экспертизе продуктов убоя животных и гигиене мясного производства», рецензенти дорікали, що в історичному нарисі про розвиток боєнського господарства, він не згадав роботи Клушина.
Список наукових праць Клушина:
- Заболеваемость и смертность домашних животных С.-Петербургской губернии в 1887 году: (ветеринарно.-стат. очерк): по отчетам зем. ветеринарных врачей. (1888)[18]
- Ветеринарно-санитарный осмотр привозного мяса. (1898)
- Царскосельская городская скотобойня // Вестник общественной ветеринарии. (1898)
- Городские бойни и привозное мясо. (1903)[19]